# オリエンタリズム (サイード)
『オリエンタリズム』（英: Orientalism）は、1978年にエドワード・サイードによって発表された書籍である。西洋における東洋趣味「オリエンタリズム」を思考様式として再定義し「ポストコロニアル理論」を確立した。
主な内容は、著者がスタンフォード大学の研究員だった1975年-76年に執筆された。従来は美術における東洋趣味などを指す語だった「オリエンタリズム」を、西洋の東洋に対する思考様式として定義し、人種主義的、帝国主義的であるとして批判的に検討した。その検討を通じて、人間は異文化をいかにして表象するのか、また異文化とは何なのかという問題提起も行なった。そのための素材として、学術文献だけでなく文芸作品も含めて論じている。
本書で扱う「オリエント」の範囲は主に中東であり、18世紀以降のフランス、イギリス、アメリカ合衆国のオリエンタリズムが分析されている。サイードは、オリエンタリズムを研究することになった動機について、パレスチナとエジプトで育った東洋人（オリエンタル）としての意識をあげている。
サイードは『オリエンタリズム』や『文化と帝国主義』を念頭に、「自分で書いた本のなかで覆そうと闘ってきた相手は、「東洋」（イースト）とか「西洋」（ウエスト）といった虚構（フィクション）であり、またさらに、人種差別主義が捏造したところの従属人種、東洋人、アーリア人、ニグロといった本質主義的分類法であった。と同時に、いっぽうで、過去において植民地主義の暴虐を幾度もかいくぐってきた国々では、原初にあった無垢の状態が西欧人によっておかされたという被害者意識が強いが、わたしは、こうした考えかたに与（くみ）することなく、つぎの点をくりかえし強調してきた。東洋とか西洋といった神話的抽象概念は端的にいって虚偽であるが、同じことは、かつての植民地国が西欧に向けて発する非難のレトリックのなかで駆使されるむきだしの対立図式についてもいえる。文化は、たがいに混じりあい、その内容も歴史も、たがいに依存しあい、雑種的なものであるため、外科手術的な切り分けをおこなって、＜東洋＞（オリエント）とか＜西洋＞（オクシデント）といったおおざっぱで、おおむねイデオロギー的な対立をこしらえることなどできないのである」。

## 内容

### オリエンタリズムの定義
サイードは、オリエンタリズムという語に複数の意味を与え、それらは相互依存関係にあるとした。主な意味あいとして、次の3つをあげている。1.学問に関係する意味　2.東洋と西洋とされるものの間に設けられた区分　3.オリエントを支配し再構成し威圧するための西洋の様式
オリエンタリズムの本質を見極める上で、ミシェル・フーコーが用いた言説（ディスクール）の概念が有効だとしている。学術的な言説が帝国的制度と結びつくことを、サイードはナポレオン・ボナパルトのエジプト遠征から現代のアメリカにおける制度化までを例に論じる。
戦略的位置選定によるオリエンタリズム
戦略的位置選定とは、著述家が東洋を取り上げた場合に、著述家自身がテクストの中でいかなる位置を占めているかを記述する手法。オリエンタリズムには空間的、現象的、歴史的な多義性があるが、これらの多義性は、著述家が東洋を外在的なものとして語る点で共通しているとする。
戦略的編成によるオリエンタリズム
戦略的編成とは、テクストが文化の中で参照能力を増してゆく過程と、テクスト本体との関係を分析する手法。西洋におけるオリエントの社会や文化に対する見解には、後進性についての無意識的な確信があると指摘した。さらに、西洋列強のオリエンタリズムに基づいた学問的・実践的な知識が、権力と密接に関連しながら東洋に対する西洋の支配関係をもたらしていると論じた。

### 各章の内容
第1章　オリエンタリズムの領域
歴史と経験、および哲学的主題と歴史的主題の観点から、オリエンタリズムの範囲を定める。オリエンタリズムが中東とヨーロッパの間に設定されたきっかけとして、ナポレオンのエジプト遠征による『エジプト誌』の誕生をあげ、これがその後の関係に影響を与え続けたとする。そして、ヨーロッパがイスラームに対して自己完結的かつ反経験的で誤解のあるイメージを作り上げた歴史がすでにあったと指摘し、同様の姿勢がオリエンタリズムにもあることを見る。イスラームへの誤解の例として、バルテルミー・デルブロの『東洋全書』や、ダンテの『神曲』におけるムスリムの扱いをあげる。
ここでサイードはアヌワル・アブデル＝マレク、R・W・サザーン、ノーマン・ダニエル(Norman Daniel) の研究を肯定的に評価している。また、オリエンタリストを指して、ヴィーコの『新しい学』にある「学者のうぬぼれ」を引いている。
第2章　オリエンタリズムの構成と再構成
作家、芸術家、学者たちの著作を見ながら、オリエンタリズムの発展を追う。この章では、次のような人物が論じられている。初期の学問的な定義を行なったシルヴェストル・ド・サシとエルネスト・ルナン。セム語族を後進的と見なしたフリードリヒ・シュレーゲル。オリエントを旅行する際の基準となる著作を書いたエドワード・レインとシャトーブリアン。帝国主義的な紀行を著したラマルティーヌ。『アラビアン・ナイト』を翻訳したリチャード・バートン。オリエント訪問を個人的・審美的に利用しえた作家であるネルヴァルとフローベールなどである。フローベールについては、『ブヴァールとペキュシェ』に見られるように、オリエンタリストを相対化するような視点を持っていたとも論じている。
このほか、イギリスはアジアを破壊することによって、アジアにおける社会革命を可能にしつつあると論じたカール・マルクスにもオリエンタリズムがあると批判した。
第3章　今日のオリエンタリズム
1870年代のヨーロッパの植民地拡大期から、1970年代のアメリカ主導によるオリエンタリズムまでを論じる。差別的な学説がオリエンタリズムと結びついて植民地支配を正当化したとして、その例にゴビノー、キュヴィエ、ロバート・ノックスらの人種差別思想、ハックスレーらの亜流ダーウィニズム、ランケやシュペングラーのイスラーム観などをあげる。また、イギリスとフランスがオリエンタリズムを主導した時代の人物として、次のような名をあげる。植民地における白人の歩む道を書いたキプリング。アラブの反乱に自己イメージを投影したロレンス。20世紀にオリエンタリズムを包括する著作を生み出したハミルトン・ギブとルイ・マシニョン。
第二次世界大戦とアラブ・イスラエル戦争以降、アメリカによるオリエンタリズムが隆盛をとげ、中でもアラブ・イスラーム研究の分野で著しいとする。その例として、初期のオリエンタリストと同じイスラーム観を説いたグスタフ・E・フォン・グルーネバウムや、イスラームが変化しないと論じたバーナード・ルイスをあげる。そして、オリエンタリズムがアメリカの影響でアラブに拡大し、自らをオリエント化している状況にも触れる。
ここでサイードは、エーリヒ・アウエルバッハ、E・ロジャー・オーウェン、クリフォード・ギアツ、ジャック・ベルク、マクシム・ロダンソン、ジャック・ワールデンブルクの研究を肯定的に評価している。
第4章　オリエンタリズム再考
初版の発表後の反響をもとにサイードが書いた論考。

### 日本語訳の内容
日本語訳では、サイードが原著の刊行後に執筆した論考が第4章として収録された。平凡社ライブラリー版では、「『オリエンタリズム』の波紋」と題して、出版後の反響について述べられている。
平凡社ライブラリー版のカバー画には、ドラクロワの『アルジェの女たち』と、デオダンクの『モロッコの賑やかな街角』が用いられている。装幀は、1986年版が戸田ツトム、1994年版が中垣信夫。

## 本書の影響
サイードが新版の序文を書いた2003年の時点で36ヵ国語に訳され、その中にはヘブライ語も含まれている。日本語訳収録の「『オリエンタリズム』の波紋」には、本書に関連する日本の研究者として、次の名があげられている。栗田禎子、三浦徹、羽田正、長沢栄治、黒田壽郎、青柳晃一、青木保、今福龍太、三島憲一、大石俊一、姜尚中、川村湊、村井紀、彌永信美、西川長夫。
サイードは、本書の議論をもとに著述活動を継続し、『文化と帝国主義』などの書籍を発表した。

## 書誌情報
原書
- W. Said, Edward (1978). Orientalism (Hardcover ed.). Pantheon Books. ISBN 0-394-42814-5
- W. Said, Edward (October 1979). Orientalism (Paperback ed.). Vintage. ISBN 0-394-74067-X
- W. Said, Edward (August 2003). Orientalism: Western Conceptions of the Orient (Paperback ed.). Penguin Classics. ISBN 0141187425 - 1995年の後書を加えた25周年記念版。

日本語訳
- エドワード・サイード『オリエンタリズム』今沢紀子訳、板垣雄三・杉田英明監修、平凡社〈テオリア叢書〉、1986年10月。ISBN 4-582-74402-8。
  - エドワード・サイード『オリエンタリズム　上』今沢紀子訳、板垣雄三・杉田英明監修、平凡社〈平凡社ライブラリー〉、1993年6月。ISBN 4-582-76011-2。
  - エドワード・サイード『オリエンタリズム　下』今沢紀子訳、板垣雄三・杉田英明監修、平凡社〈平凡社ライブラリー〉、1993年6月。ISBN 4-582-76012-0。